# Ruts Kirke

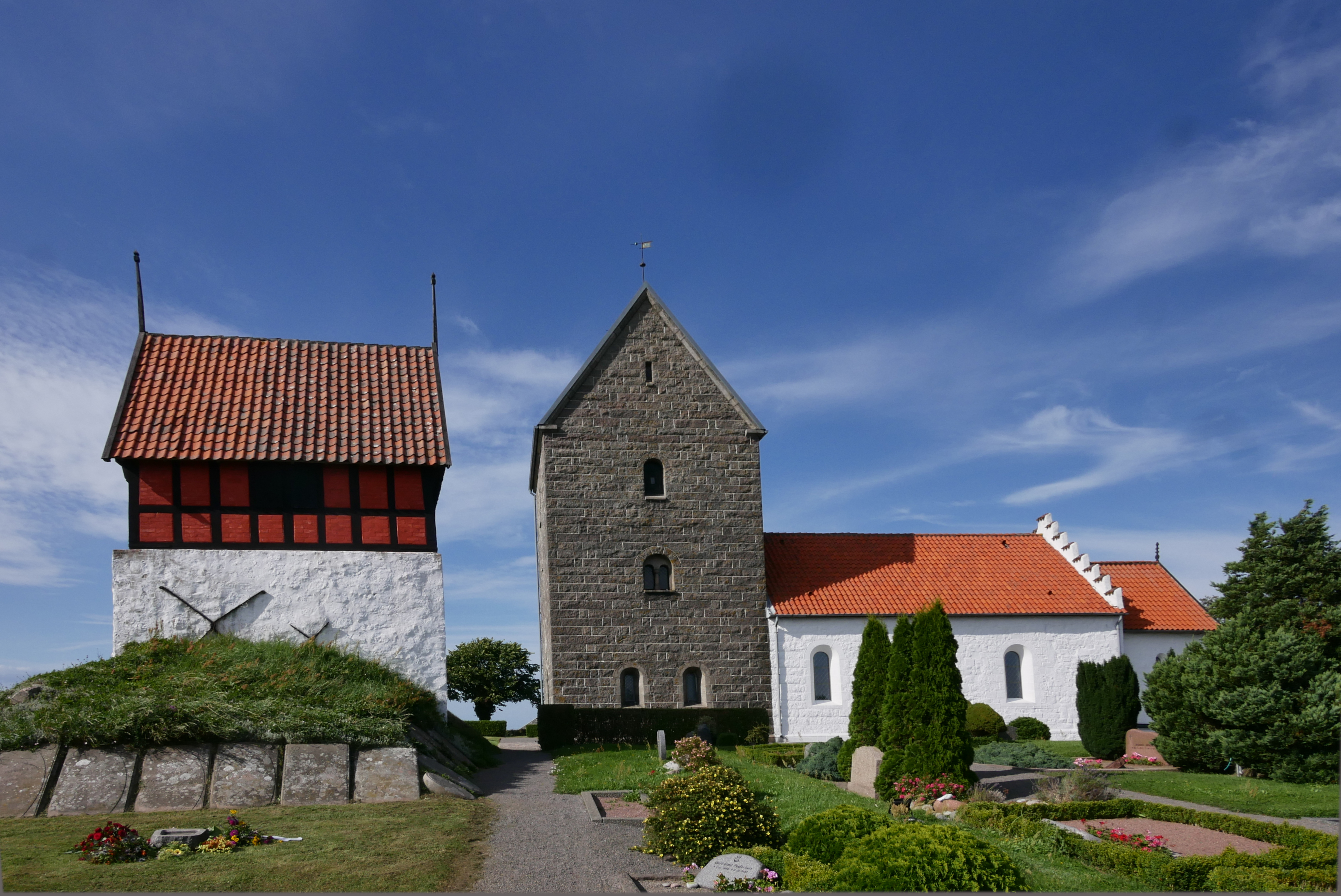
Ruts Kirke mit Glockenturm

Die Ruts Kirke ist eine romanische Kirche auf der dänischen Insel Bornholm. Sie liegt auf einem 130 m hohen Hügel, dem dritthöchsten Punkt Bornholms, nordöstlich von Hasle. Vom Kirchhügel hat man einen weiten Blick über große Teile von Nordbornholm bis an die Südküste Schwedens am Horizont, weshalb die Kirche früher auch als Seezeichen diente.
Die Kirche war ursprünglich nach dem Erzengel Michael benannt, hieß aber volkstümlich mit einem alten Flurnamen Røs kirke, lateinisch ecclesia Rutziana. Diese Bezeichnung wurde 1671 von dem Lehrer Rasmus Pedersen Ravn als Ruths Kirke „nach der Moabiterin Rut“ interpretiert, und dieser Name hat sich durchgesetzt.

## Geschichte und Architektur
Der in romanischer Waldemarszeit im 12. Jahrhundert errichtete Bau bestand zunächst aus Apsis, Chor und Schiff, noch zu romanischer Zeit kamen ein Turm und eine Vorhalle im Süden dazu; davon stehen heute noch die Apsis, der Chor und die Südwand des Schiffs. 1877 bekam die Kirche einen in voller Höhe und Breite zum Schiff hin offenen Anbau im Norden. Der ursprüngliche Turm, die Nordwand des Schiffs und die Vorhalle wurden 1886 abgerissen, das Schiff um drei Meter nach Westen verlängert und ein neuer Turm angebaut, der seitdem als Eingang dient und die Vorhalle überflüssig machte. Die Apsis ist von außen mit Lisenen, einem Bogenfries und einer Schmucknische mit einer Säule ungewöhnlich reich geschmückt.
Der zweigeschossige Glockenturm aus der 2. Hälfte des 16. Jahrhunderts ist wahrscheinlich der älteste auf Bornholm und besteht aus einem steinernen Untergeschoss mit einem Tonnengewölbe und einem Glockengeschoss aus Fachwerk. Im Gegensatz zu den anderen Bornholmer Glockentürmen hat er nur eine Pforte, er diente also nie als Eingang zum Kirchhof. Die beiden Glocken, eine von 1580 aus Lübeck und eine von 1631 aus Kopenhagen, hängen seit 1886 im neuen Turm, sodass der Glockenturm seitdem ohne Funktion ist.
Die Apsis hat ihr romanisches Halbkugelgewölbe bewahrt. Der Chor hatte ursprünglich ein Holzdach, das Ende des 15. Jahrhunderts durch ein Kreuzrippengewölbe ersetzt wurde. Das Schiff hat ein Holzdach, die Eingangshalle im Turm ein Tonnengewölbe. Die Ostwand des Schiffs hat neben dem Chorbogen zwei Seitenaltarnischen.

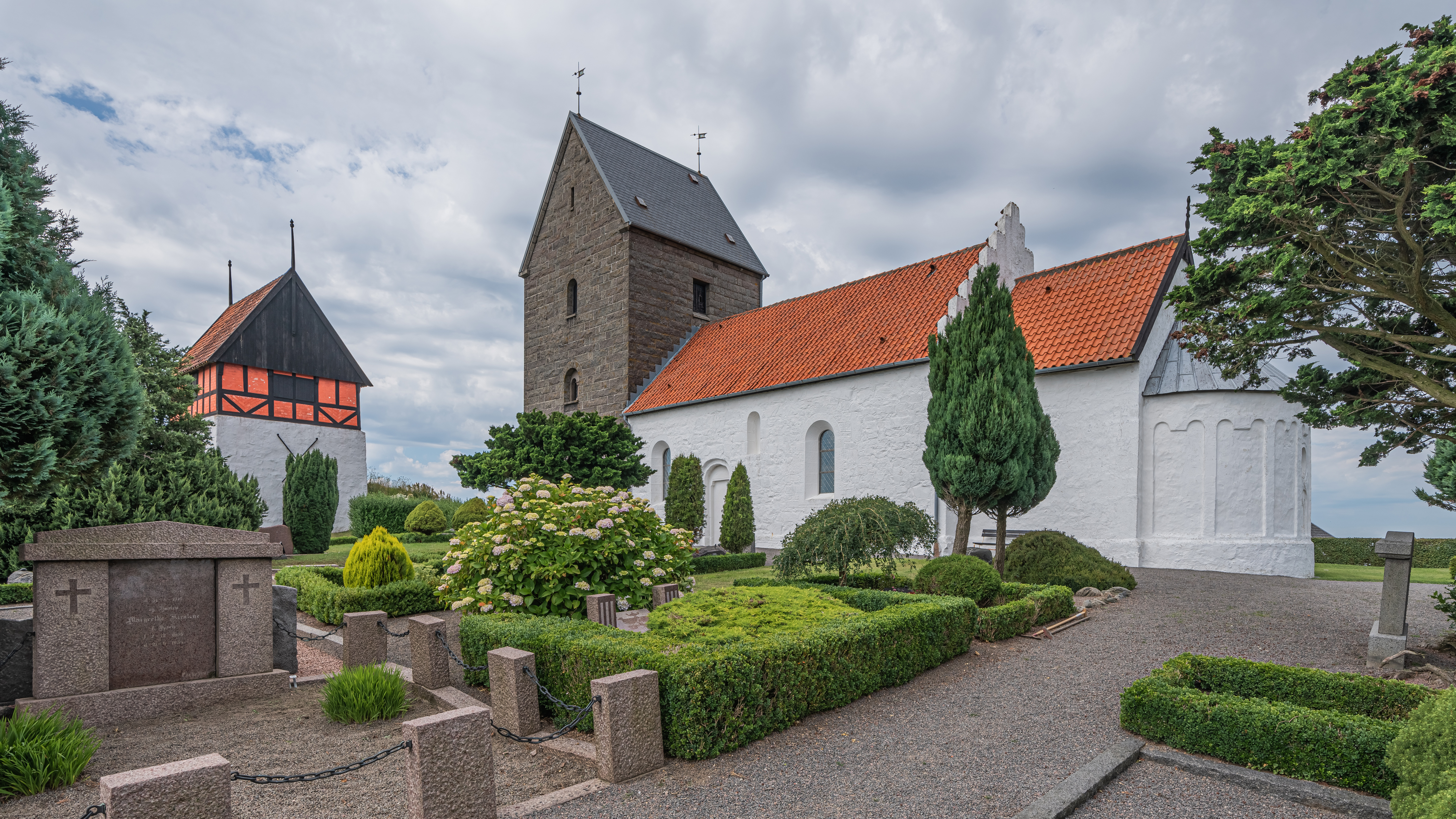
Kirchhof und Kirche
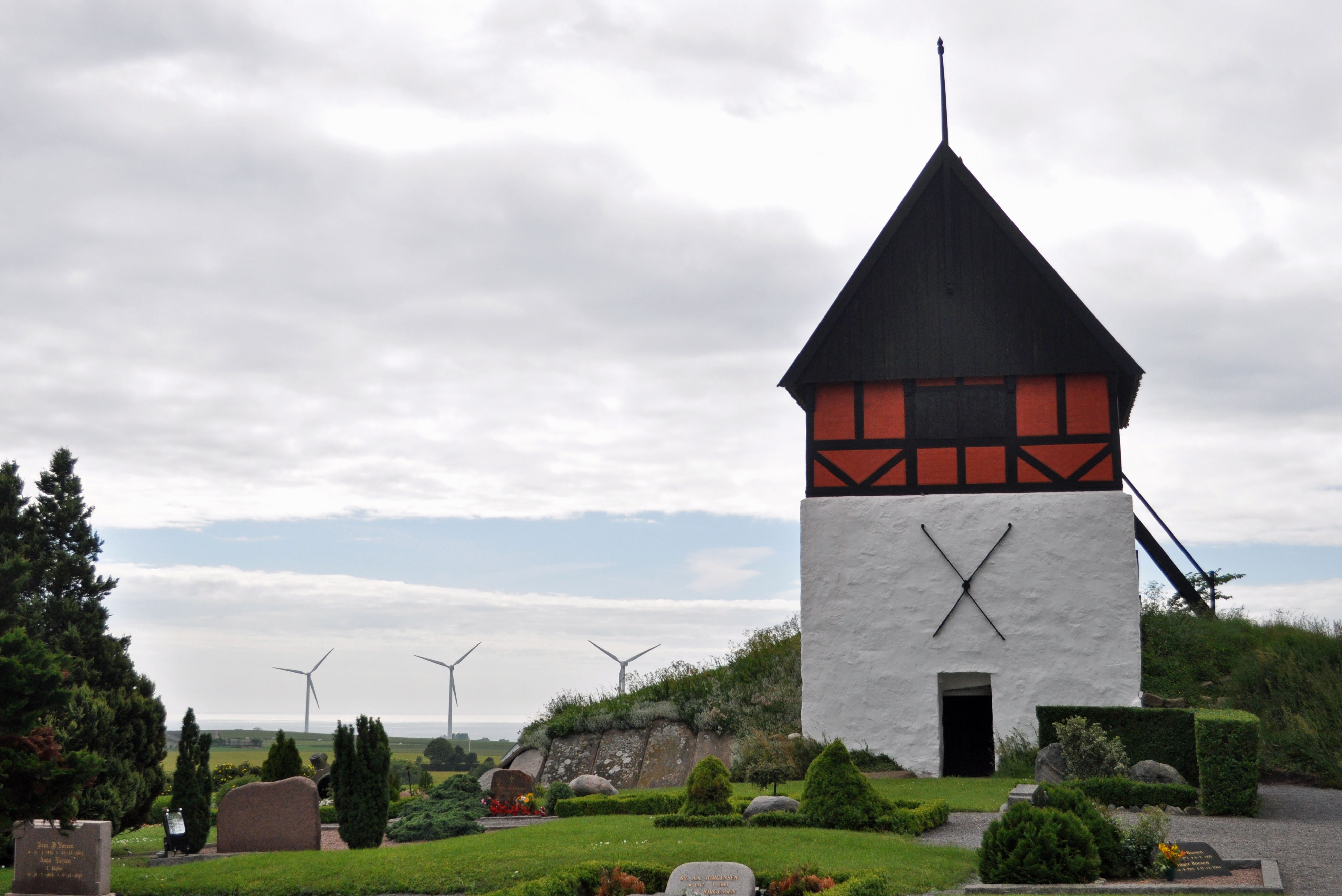
Glockenturm
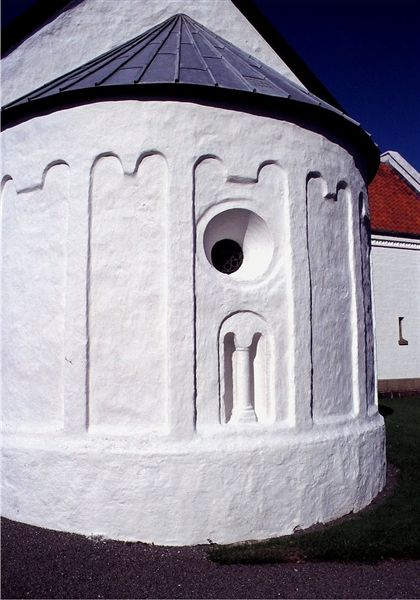
Apsis von außen
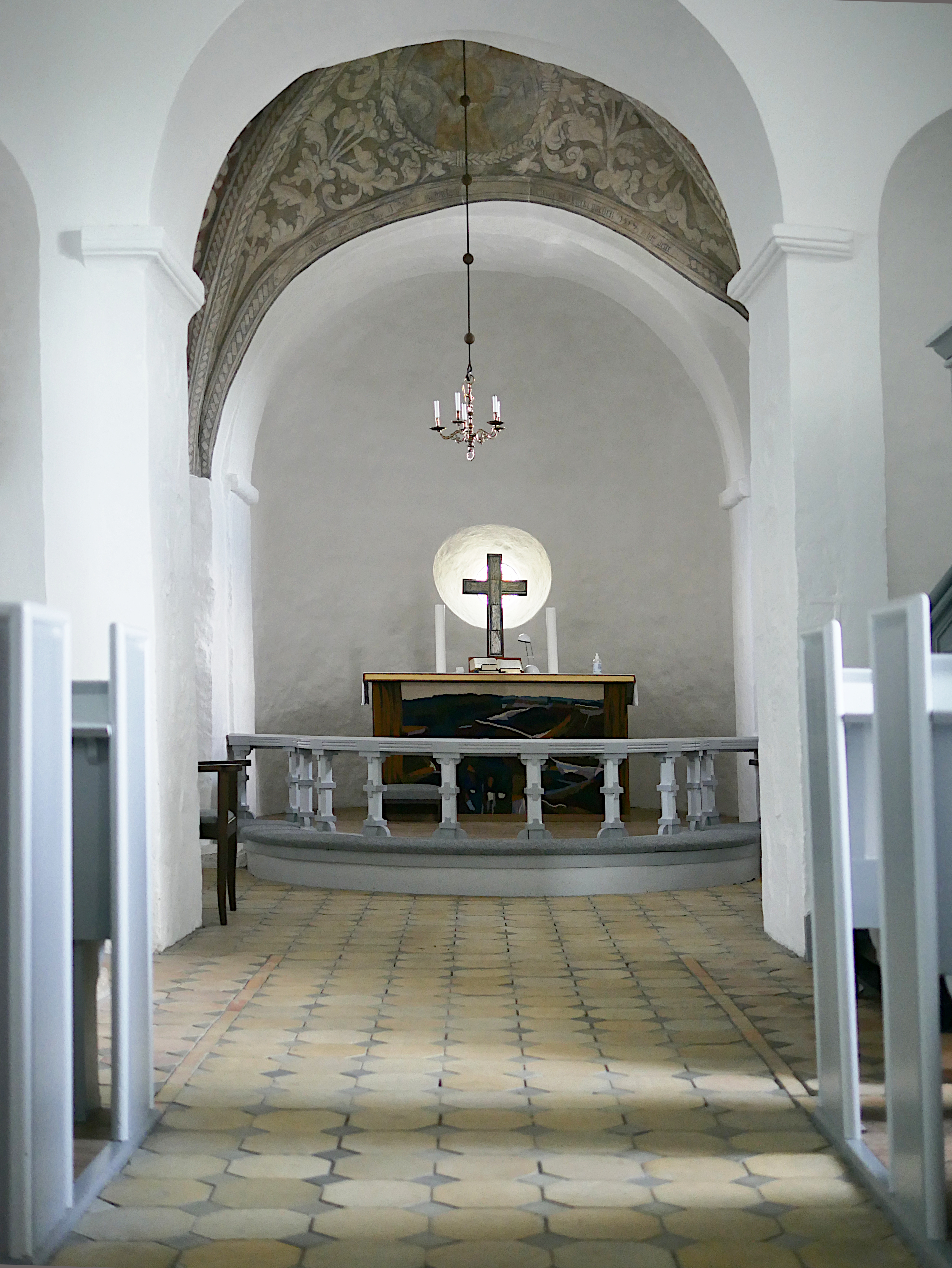
Apsis von innen
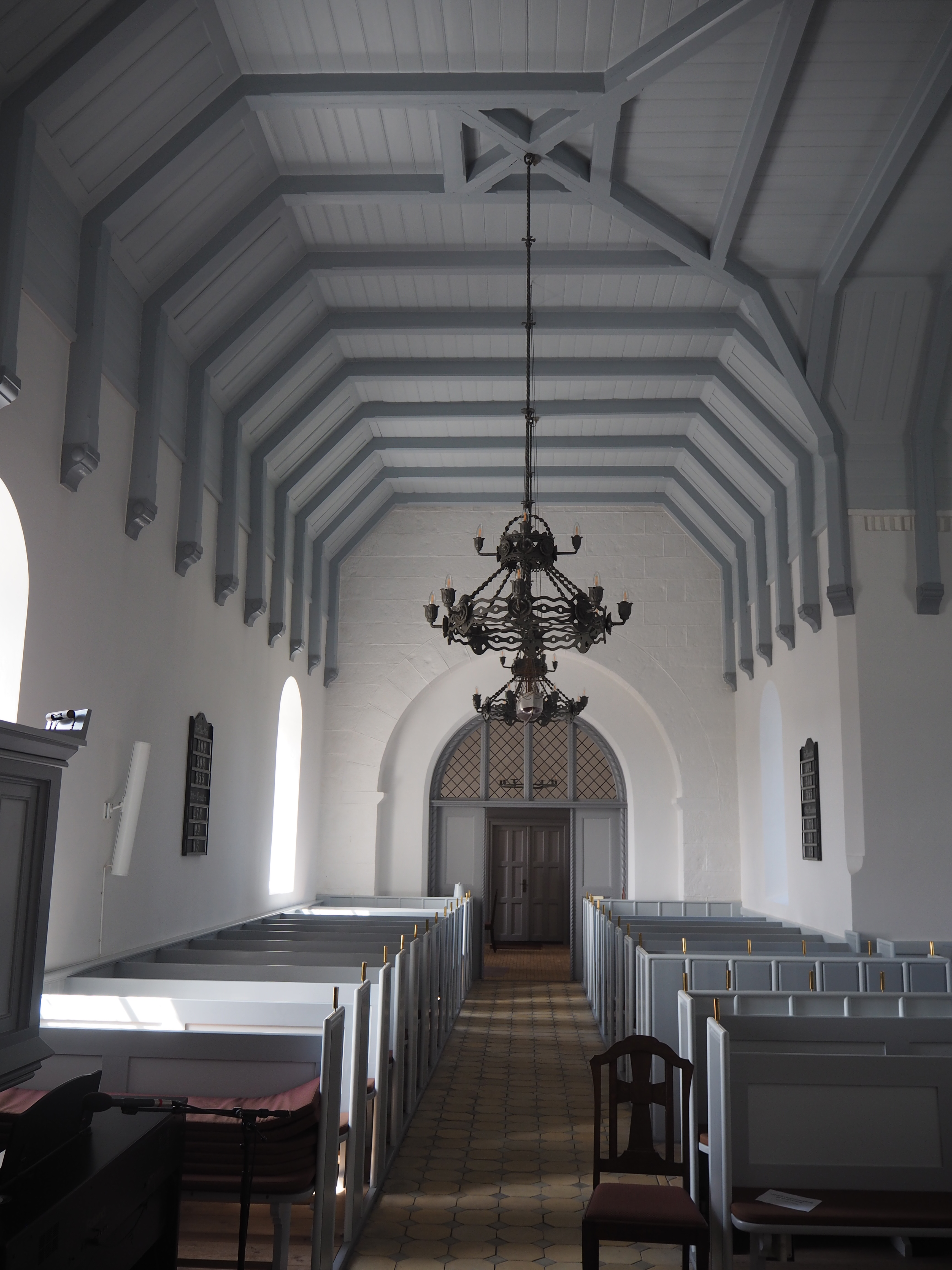
Kirchenschiff nach Westen

## Ausstattung
Der alte Altaraufsatz im Stil der Renaissance von ca. 1625 hängt heute in der Eingangshalle im Turm, seine Bekrönung fehlt. Er hat wie auf Bornholm üblich zwei Felder, sie zeigen Gemälde von Heinrich Möhlen aus dem Jahr 1753, links die Taufe Jesu, rechts das Abendmahl. Das heutige Altarkruzifix ist modern und gibt den Blick auf das runde Apsisfenster frei.
Das fast zylindrische Taufbecken aus Granit ist romanisch, die Taufschale aus der zweiten Hälfte des 16. Jahrhunderts stammt aus Süddeutschland und zeigt Mariä Verkündigung. Die Kanzel und die Orgel sind modern.

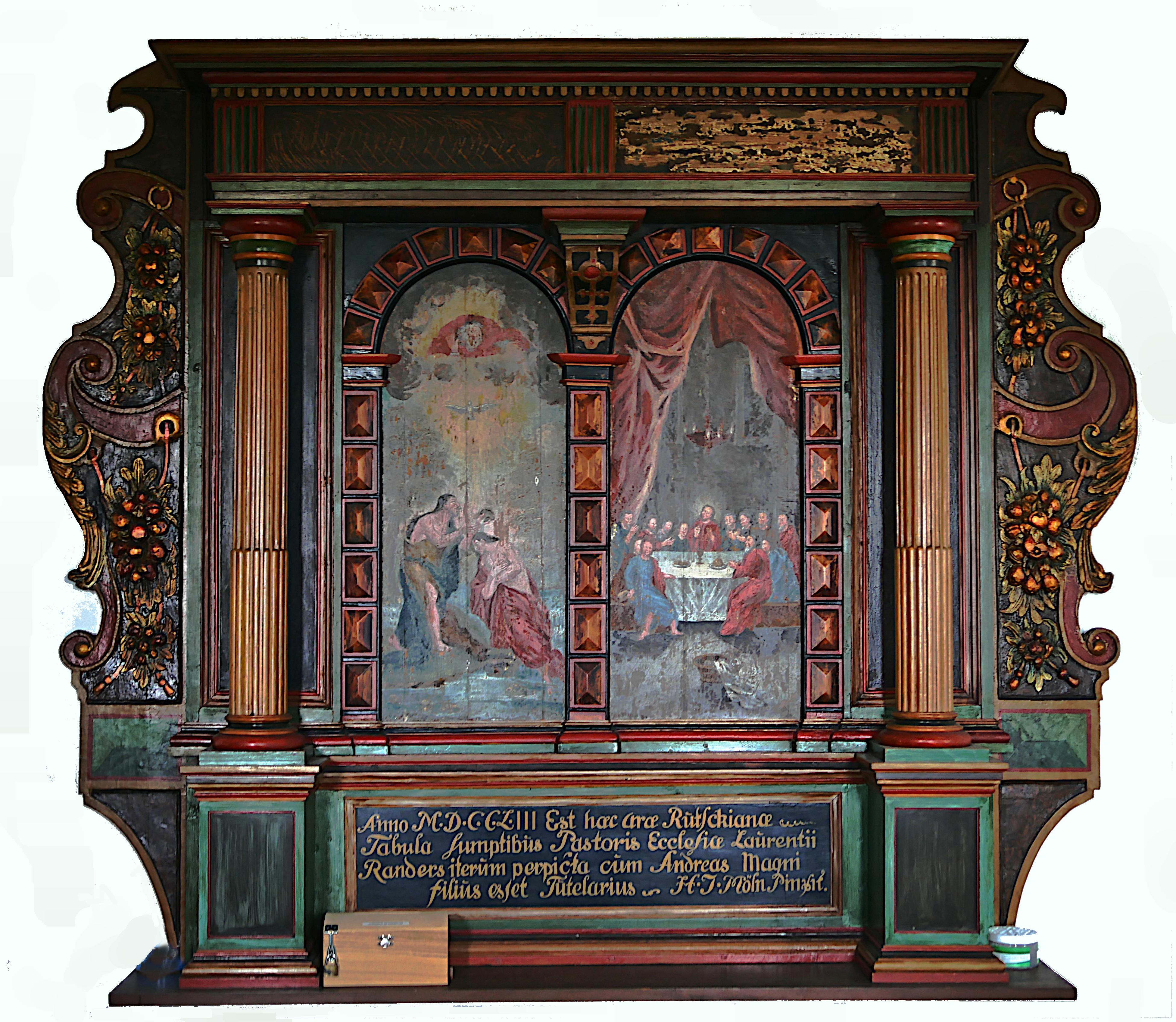
Altar
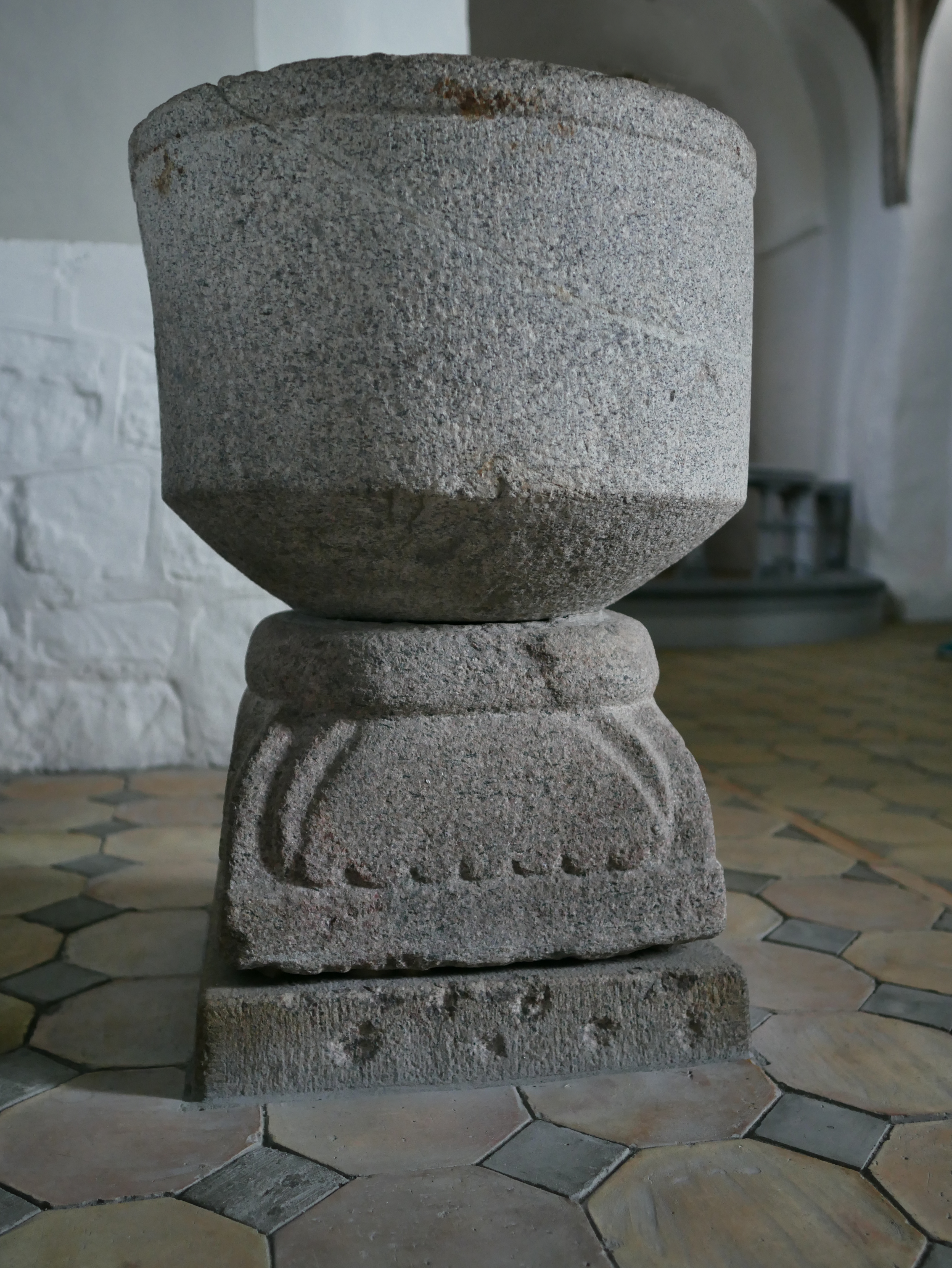
Taufstein
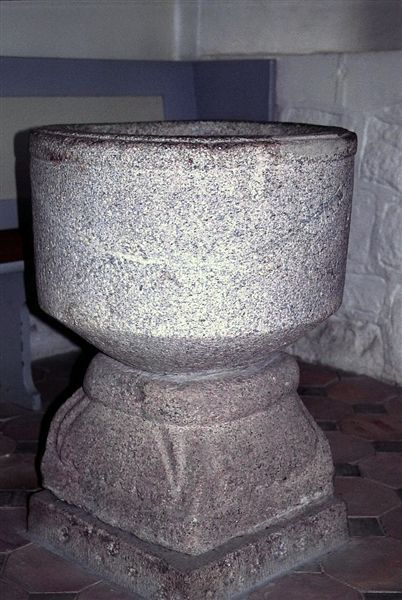
Taufstein
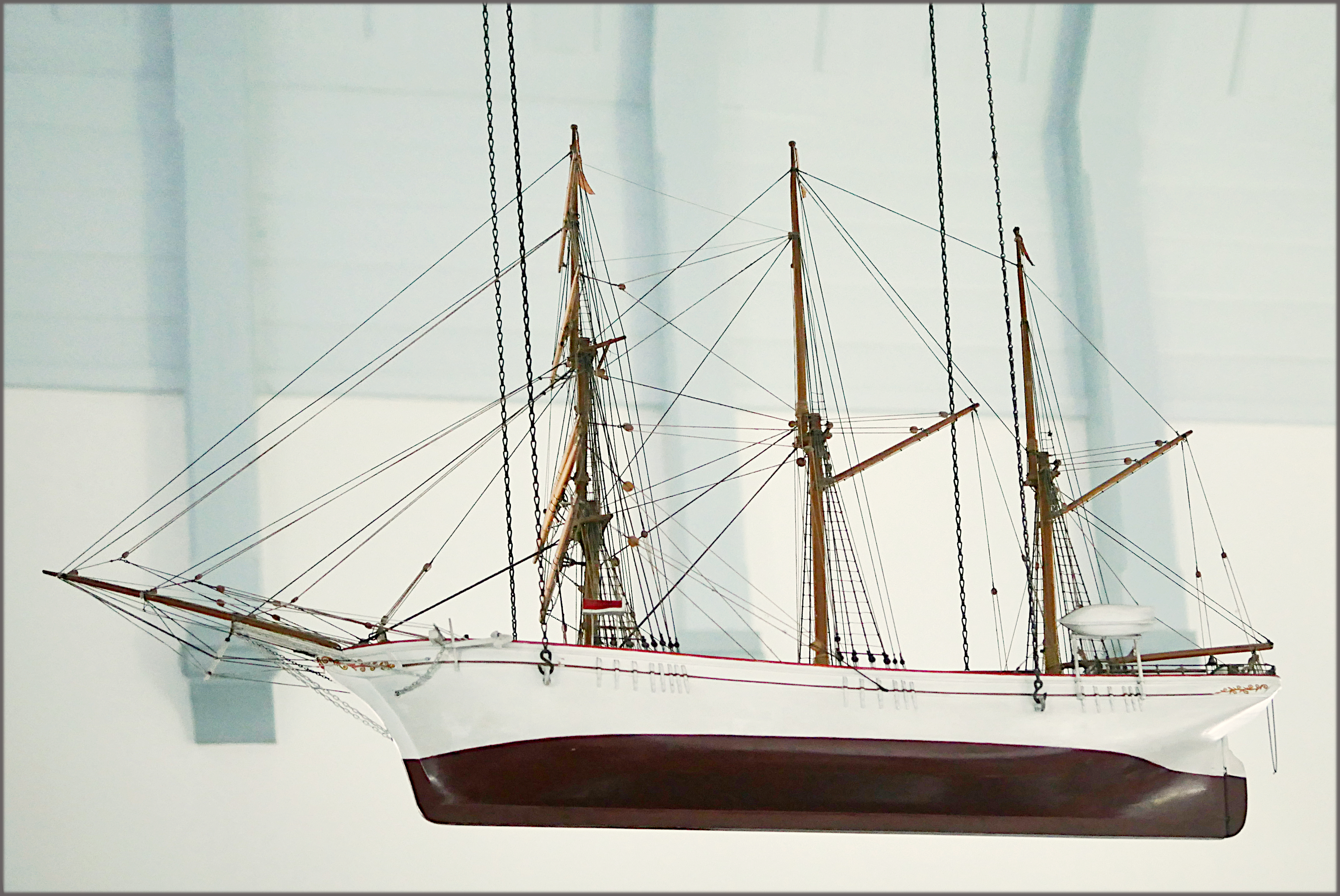
Schiffsmodell
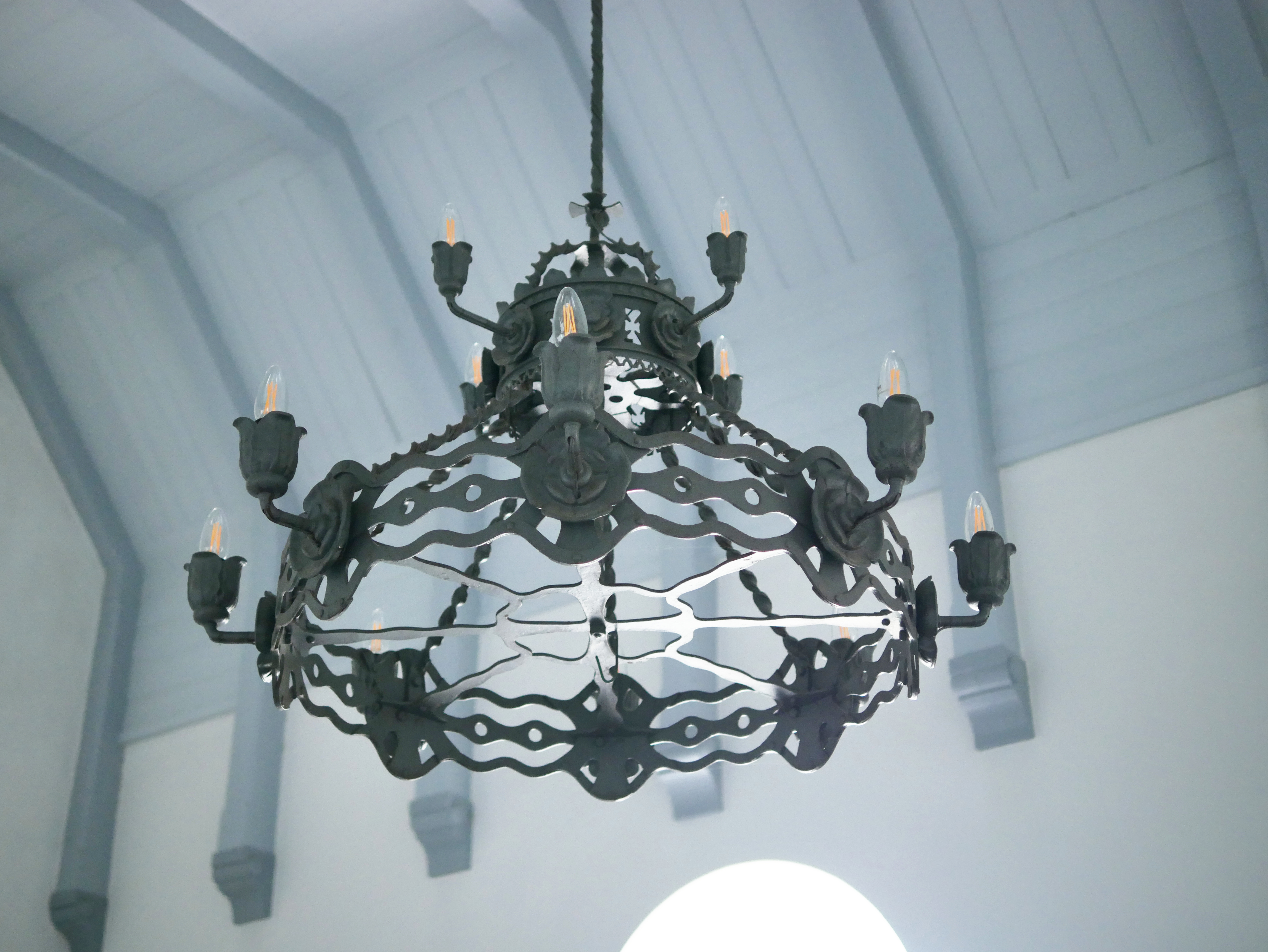
Leuchter
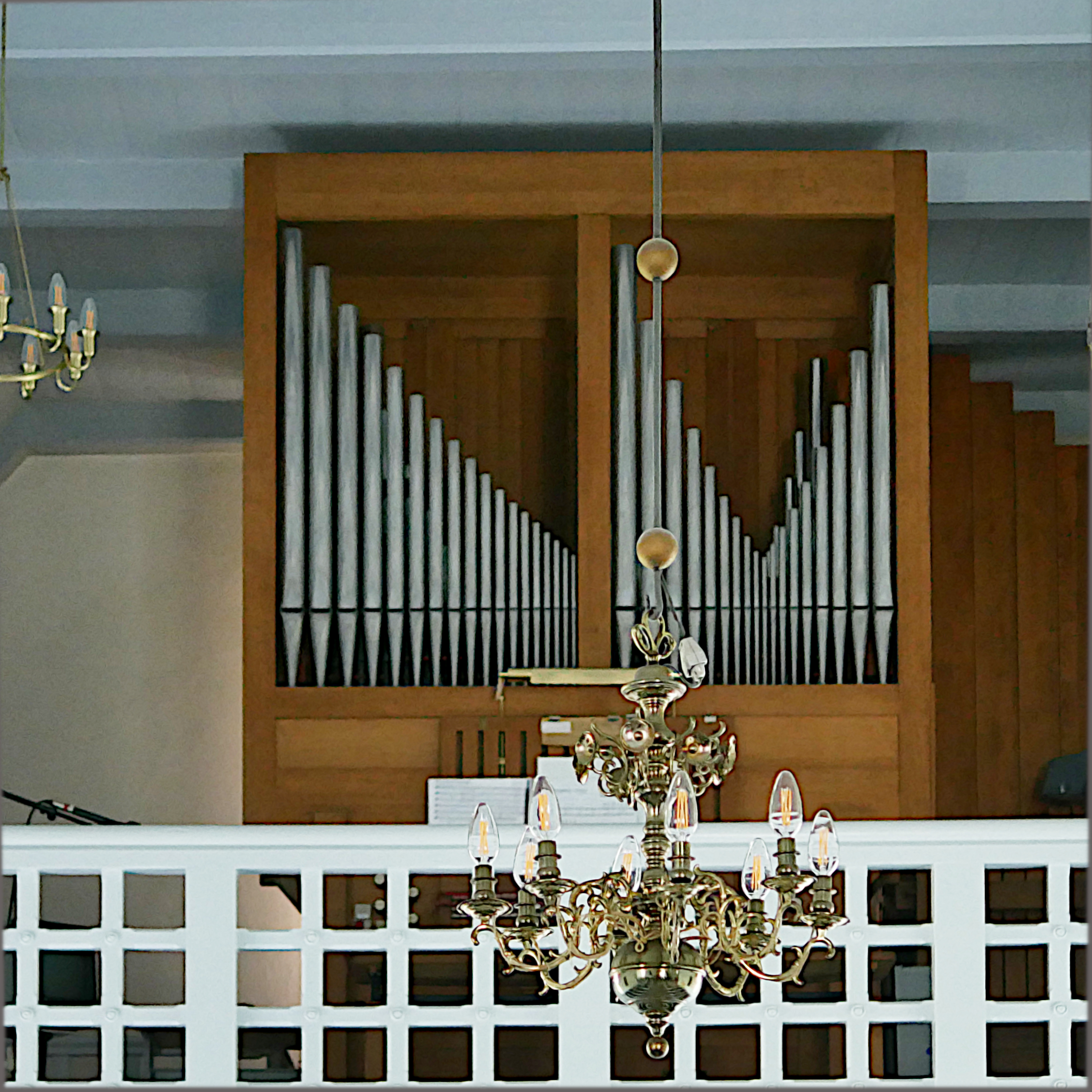
Orgel

An den spätgotischen Chorgewölben wurden 1908 Fresken aus der zweiten Hälfte des 16. Jahrhunderts entdeckt und anschließend restauriert. Sie zeigen in Renaissance-Rankenwerk Medaillons mit den Symbolen der Evangelisten.

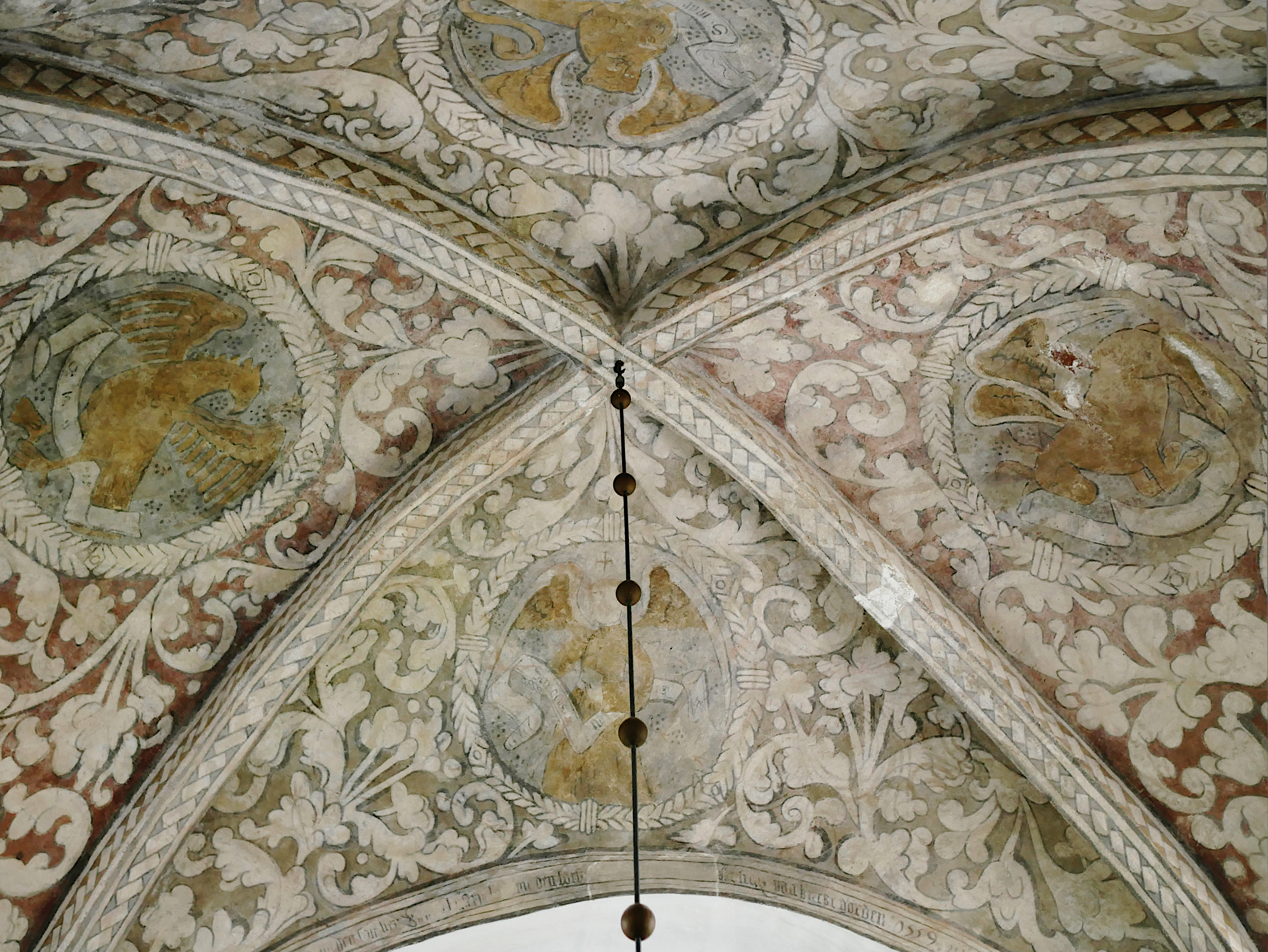
Evangelistenfresken
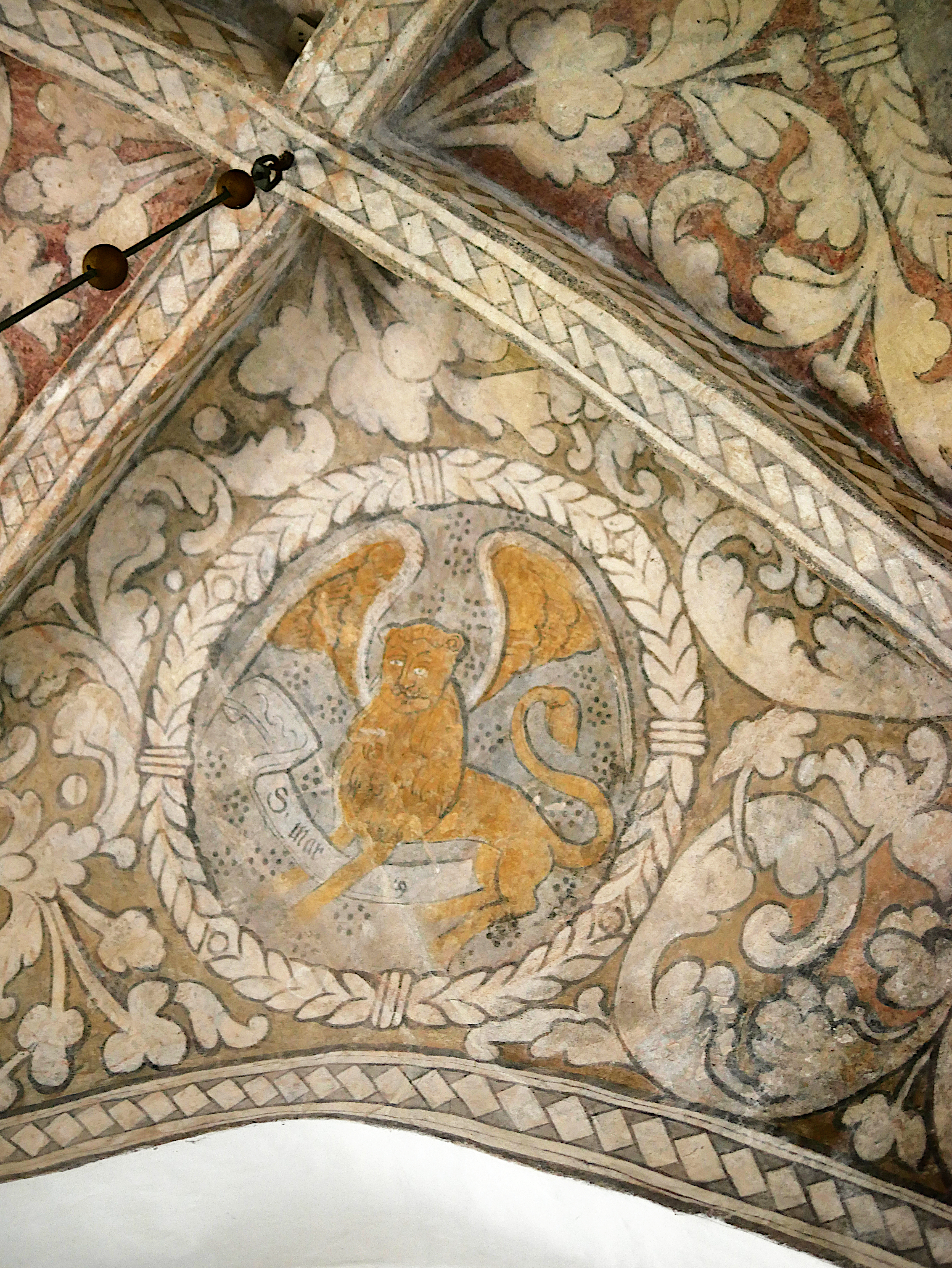
Der Löwe als Symbol des Evangelisten Markus
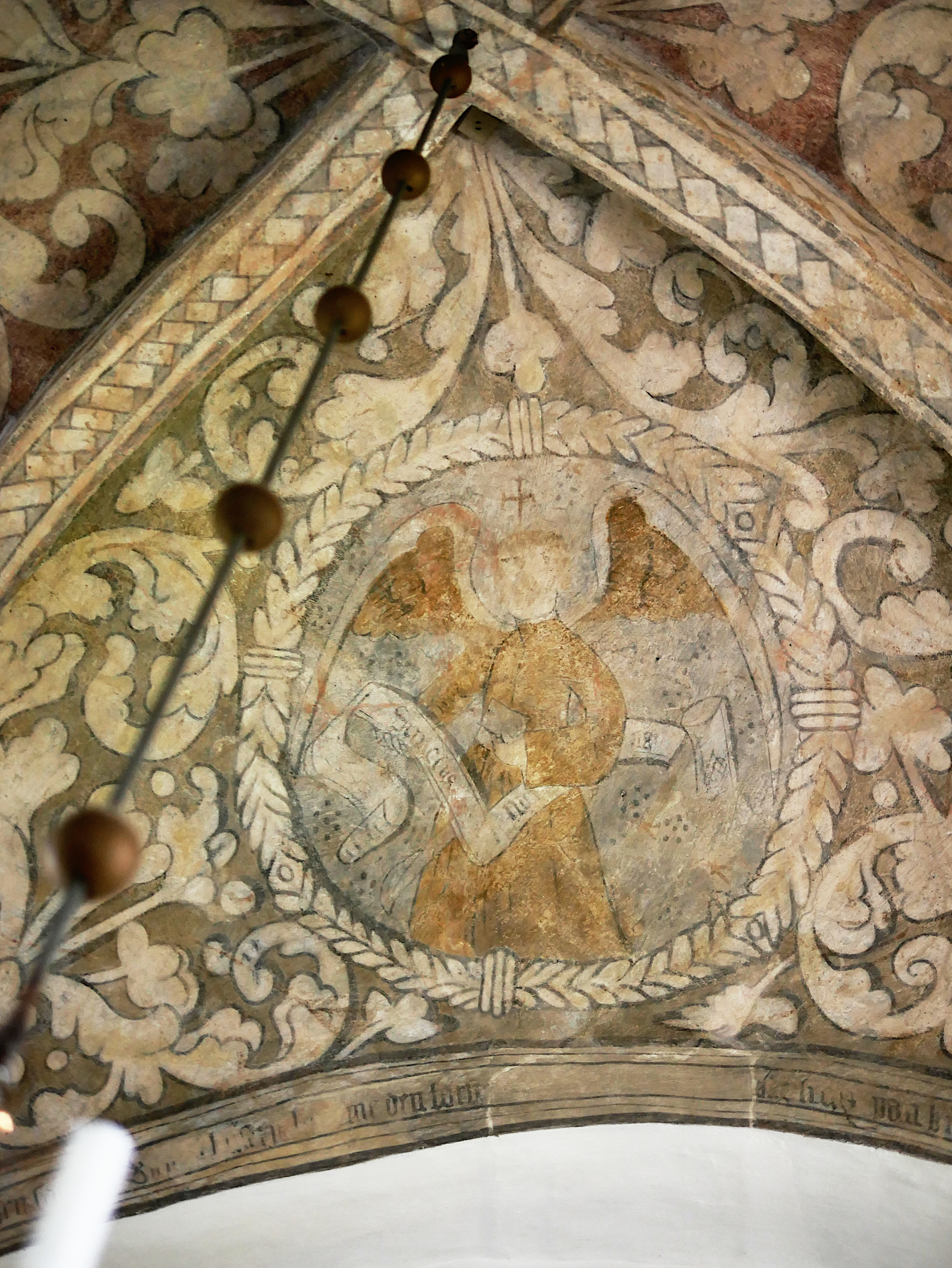
Der Engel als Symbol des Evangelisten Matthäus
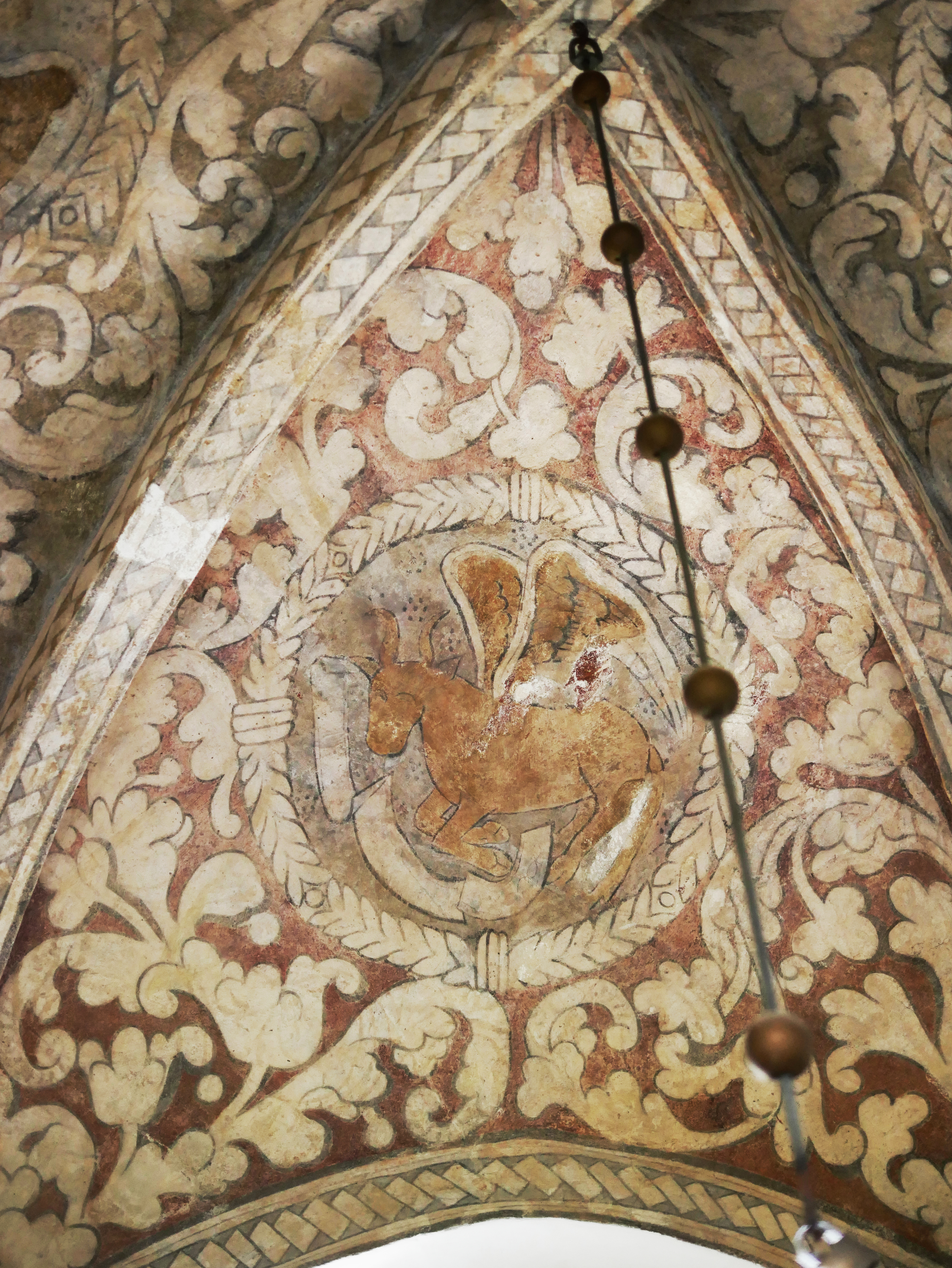
Der Stier als Symbol des Evangelisten Lukas
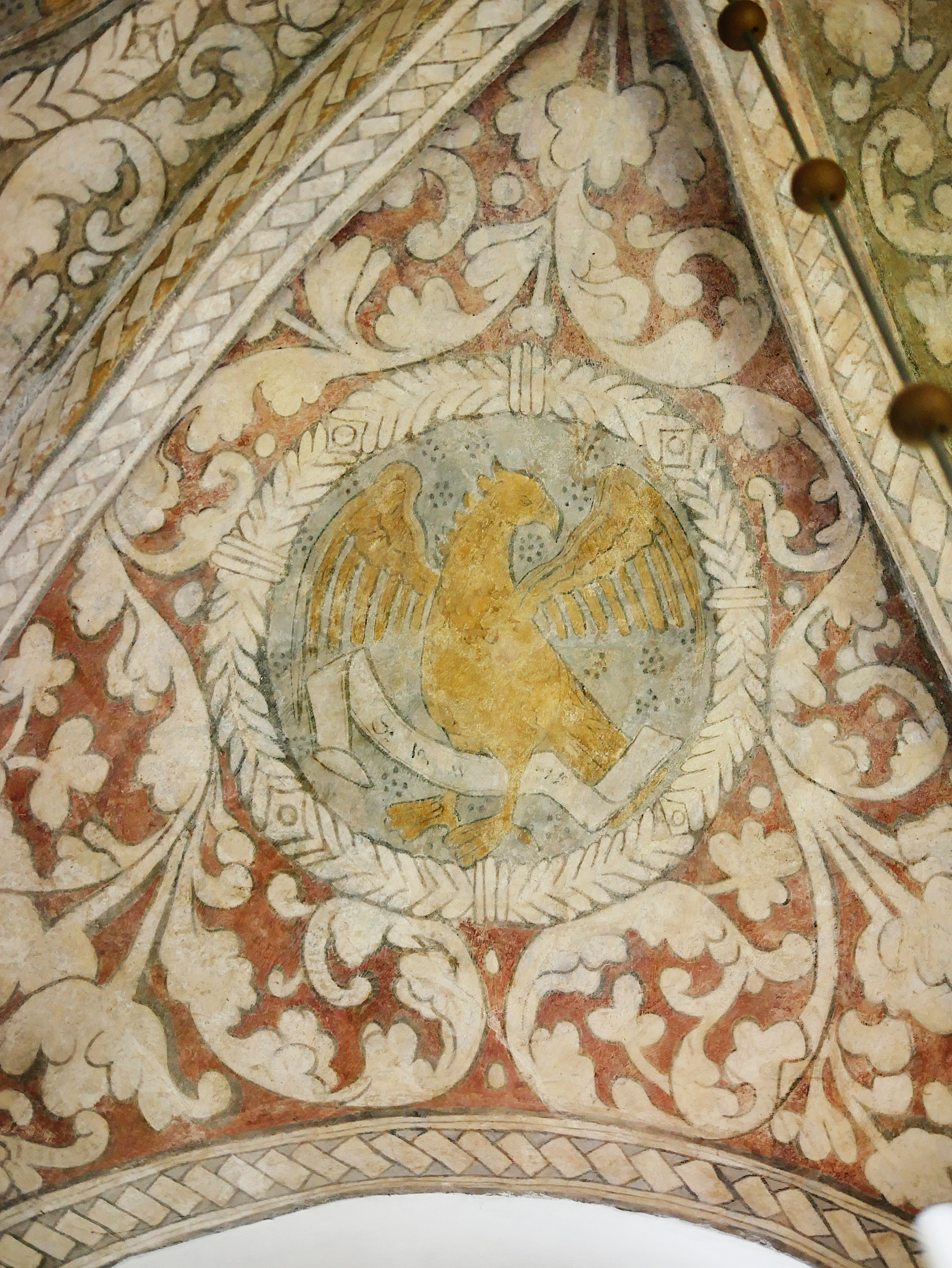
Der Adler als Symbol des Evangelisten Johannes
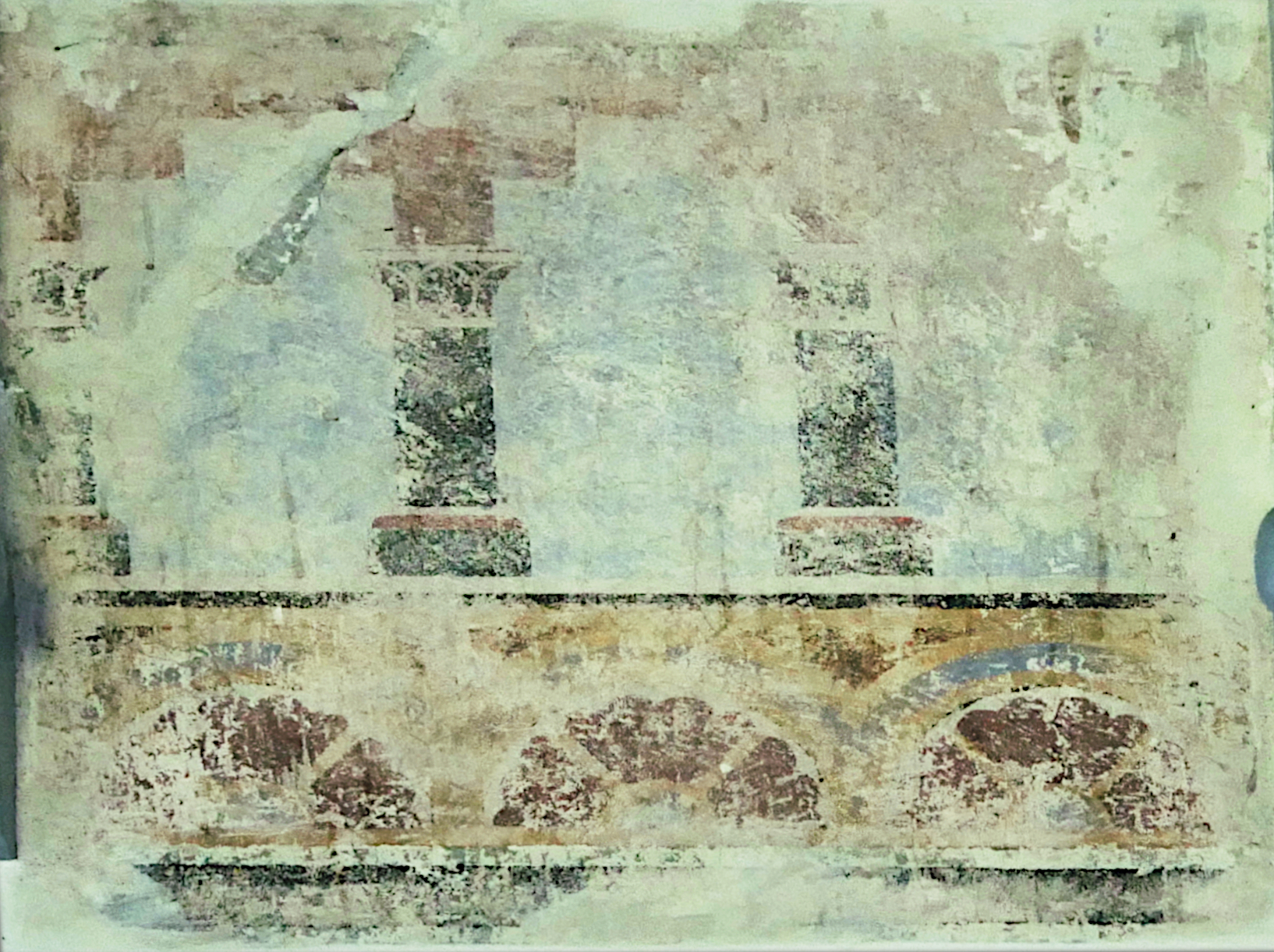
Freskenfragmente

## Pastoren
Spätestens seit 1600 war der Pastor von Rutsker gleichzeitig für die kleine Hasle Kirke zuständig. Der bekannteste Pastor war Povl Ancher, in dessen Pfarrhaus in Hasle sich 1658 die Aufständischen gegen die schwedische Besatzung versammelten.